# Pavel Beliaïev
Pour les articles homonymes, voir Beliaïev.
Pavel Ivanovitch Beliaïev (en russe : Павел Иванович Беляев) est un cosmonaute soviétique, né le 26 juin 1925 et décédé le 10 janvier 1970.
Il fait partie du tout premier groupe de cosmonautes soviétiques, sélectionnés en mars 1960.

## Biographie
Beliaïev fut sélectionné pour le programme spatial soviétique en 1960 après près de 15 ans passés dans l'armée de l'air et la marine soviétique. Il fut tout d'abord pressenti pour voler sur le vaisseau Vostok 8 dont la mission était d'étudier la ceinture de radiations de Van Allen, mais ce vol fut annulé.
Il effectua un unique vol, à bord de Voskhod 2 le 18 mars 1965, comme commandant de bord. C'est lors de ce vol que le pilote en second, Alexei Leonov, effectua la première marche dans l'espace de l'histoire de la conquête spatiale.
Pavel Beliaïev fut décoré comme Héros de l'Union soviétique le 23 mars 1965. Il reçut également l'Ordre de Lénine, l'Ordre de l'Étoile rouge, et de nombreuses médailles et récompenses étrangères. Il porta également le titre de Héros du Socialisme de Bulgarie, Héros du Vietnam, et Héros de Mongolie.
Il mourut en 1970 d'une péritonite consécutive à l'opération d'un ulcère à l'estomac et fut inhumé au cimetière moscovite de Novodevitchi.

## Hommages et honneurs
Son nom figure sur la plaque accompagnant la sculpture Fallen Astronaut déposée sur la Lune le 1er août 1971 par l'équipage d'Apollo 15.
L'astéroïde (2030) Beliaïev est nommé en son honneur, de même que le cratère lunaire Belyaev.

## Timbres-poste
1965
- Union soviétique, timbre de 6 kopecks, à l'effigie de Pavel Beliaïev
- Union soviétique 1965, avec Alexei Leonov
- Cuba 1965, avec Alexei Leonov
- Bulgarie 1965, 2 stotinki, avec Leonov
- Bulgarie 1965, 1,50 lev
- Bulgarie 1965, avec Leonov
- RDA 1965
- Hongrie 1965

1966
- Bulgarie 1966, 13 stotinki, avec Leonov

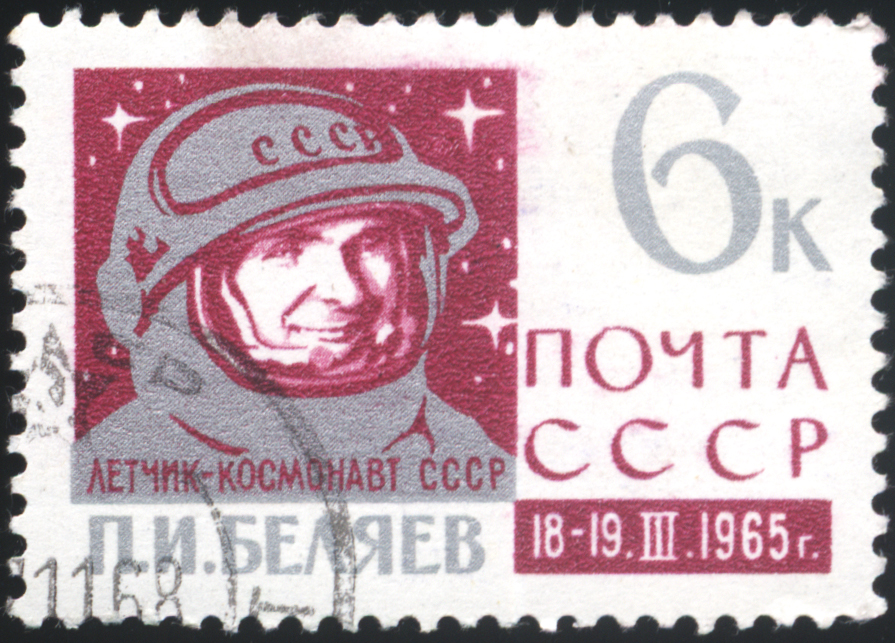
Timbre soviétique de 6 kopecks à l'effigie de Pavel Beliaïev.

- Mali 1966
- Mauritanie 1966, 200 F